# Dario Bürgler
Dario Bürgler (* 18. Dezember 1987 in Schwyz) ist ein Schweizer Eishockeyspieler, der seit Mai 2021 beim HC Ambrì-Piotta unter Vertrag steht und dort auf der Position des rechten Flügelstürmers spielt. Mit dem HC Davos gewann Bürgler in den Jahren 2009 und 2011 die Schweizer Meisterschaft. Er ist der Sohn des ehemaligen Skirennfahrers Toni Bürgler.

## Karriere
Dario Bürgler begann seine Karriere zur Saison 2003/04 bei den Elite-Junioren A des EV Zug. Vorher durchlief er die Nachwuchsabteilung des EHC Seewen. In der folgenden Saison gab er sein Debüt in der Nationalliga A (NLA) für Zug, spielte aber weiterhin meist für die Juniorenmannschaft. In der Spielzeit 2006/07 gehörte er schon fest dem NLA-Kader an und kam auf 39 Saison- und zwölf Playoff-Spiele. Am 6. Oktober 2006 erzielte er sein erstes NLA-Tor im Spiel gegen die Kloten Flyers. Neben seinen Einsätzen beim EV Zug absolvierte er auch vier Spiele für die Schweizer U20-Nationalmannschaft in der National League B (NLB).
Bereits im Dezember 2006 unterschrieb Bürgler beim HC Davos einen Zweijahresvertrag. Am 22. September 2007 erzielte er gegen den HC Ambrì-Piotta seinen ersten NLA-Hattrick. Bürgler entwickelte sich in Davos zu einem der besten Flügelstürmer der Schweiz und gewann mit den Bündnern in den Jahren 2009 und 2011 den Schweizer Meistertitel. In der Saison 2012/13 war er mit 47 Punkten Topscorer des HCD.
Im November 2013 unterschrieb Bürgler einen Vertrag beim EV Zug, der ihn bis 2018 an den Verein band, und verließ damit den HC Davos nach der Saison 2013/14. Nach Abschluss der Saison 2015/16 trennte er sich allerdings vom EVZ und unterschrieb im Mai 2016 einen Vertrag beim NLA-Konkurrenten HC Lugano. Beim HC Lugano gehörte er in den folgenden Jahren zu den Leistungsträgern und Erfahrungsträgern. Im Sommer 2021 lief sein Vertrag aus und wechselte aufgrund eines besseren Angebotes vom HC Ambrì-Piotta zu diesem.

### International
Dario Bürgler wurde bisher mehrfach in Schweizer Nachwuchs-Nationalmannschaften eingesetzt. Sein erstes grosses Turnier, die U18-Weltmeisterschaft, absolvierte er 2004. Der U18-Auswahl glückte an diesem Turnier der Aufstieg in die A-Gruppe. Ein Jahr später nahm er erneut mit dem U18-Kader an der Weltmeisterschaft teil. Bei den U20-Weltmeisterschaften 2006 und 2007 gehörte er wiederum dem Schweizer Kader an und erreichte mit ihm den siebten Platz.
Im November 2007 wurde er erstmals in die Schweizer A-Nationalmannschaft berufen und nahm am Deutschland Cup 2007 teil. In den folgenden Jahren bestritt er regelmässig Spiele für die Nationalmannschaft. Im Jahr 2013 wurde Bürgler das erste Mal ins WM-Kader berufen, er absolvierte aber kein einziges Spiel.

## Erfolge und Auszeichnungen
| - 2003 Schweizer U20-Juniorenmeister mit dem EV Zug - 2004 Schweizer U20-Juniorenmeister mit dem EV Zug - 2009 Schweizer Meister mit dem HC Davos | - 2011 Schweizer Meister mit dem HC Davos - 2011 Spengler-Cup-Gewinn mit dem HC Davos - 2022 Spengler-Cup-Gewinn mit dem HC Ambrì-Piotta |

### International
- 2004 Aufstieg in die Top-Division bei der U18-Junioren-Weltmeisterschaft der Division I

## Karrierestatistik
Stand: Ende der Saison 2024/25

### International
Vertrat die Schweiz bei:
- U18-Junioren-Weltmeisterschaft der Division I 2004
- U18-Junioren-Weltmeisterschaft 2005
- U20-Junioren-Weltmeisterschaft 2006
- U20-Junioren-Weltmeisterschaft 2007

(Legende zur Spielerstatistik: Sp oder GP = absolvierte Spiele; T oder G = erzielte Tore; V oder A = erzielte Assists; Pkt oder Pts = erzielte Scorerpunkte; SM oder PIM = erhaltene Strafminuten; +/− = Plus/Minus-Bilanz; PP = erzielte Überzahltore; SH = erzielte Unterzahltore; GW = erzielte Siegtore; 1 Play-downs/Relegation; Kursiv: Statistik nicht vollständig)